# Curro Girón
Francisco Girón Díaz dit « Curro Girón », né à Maracay (Venezuela, État d'Aragua) le 28 juillet 1938, mort à Caracas (Venezuela) le 28 janvier 1988, est un matador vénézuélien.

## Biographie
Curro Girón est né dans une famille de douze frères et sœurs, parmi lesquels, cinq (Curro, César, Rafael, Efraín et Freddy) furent matadors.
Bien qu’il ait été à deux reprises premier de l’escalafón, il a toujours souffert de la comparaison avec son frère César, considéré comme l’un des meilleurs matadors de son époque. Il a toutefois toujours été très populaire dans tous les pays taurins, et surtout dans son pays natal.

## Carrière
- Débuts en novillada avec picadors : 17 juillet 1955 à La Línea de la Concepción (Espagne, province de Cadix), aux côtés de Miguel Campos et « El Tano ». Novillos de la ganadería de Pareja Obregón.
- Alternative : 27 septembre 1956 à Barcelone (Espagne). Parrain, César Girón ; témoin, Rafael Girón (qui avait pris l’alternative au taureau précédent). Taureaux de la ganadería de Peralta.
- Confirmation d’alternative à Madrid : 12 juin 1958. Parrain, Manolo Vázquez ; témoin, « Salanito ». Taureaux de la ganadería de Antonio Pérez.
- Confirmation d’alternative à Mexico : 17 mars 1968. Parrain Alfredo Leal ; témoin, Mauro Liceaga. Taureaux de la ganadería de San Mateo.
- Premier de l’escalafón en 1959 et 1961.